# Hans-Werner Goetz

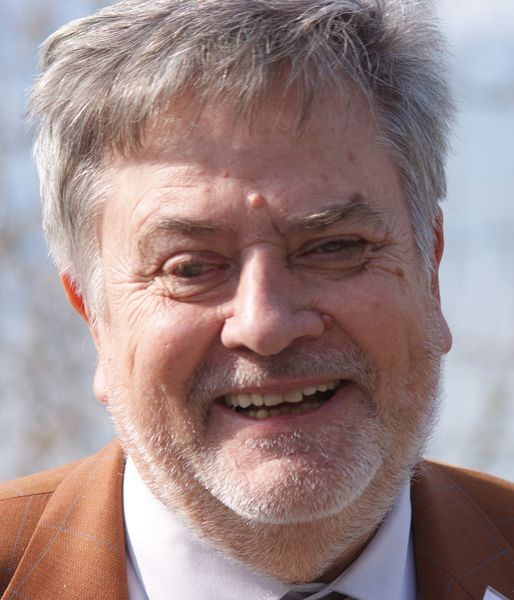
Hans-Werner Goetz, aufgenommen von Werner Maleczek im Jahr 2017.

Hans-Werner Goetz (* 16. Juli 1947 in Gelsenkirchen) ist ein deutscher Historiker. Er lehrte von 1990 bis 2012 als Professor für mittelalterliche Geschichte an der Universität Hamburg.

## Leben
In den Jahren von 1969 bis 1974 studierte Hans-Werner Goetz Geschichte und Anglistik an der Ruhr-Universität Bochum. 1976 promovierte er in Bochum bei Franz-Josef Schmale mit der Arbeit „Dux“ und „Ducatus“. Begriffs- und verfassungsgeschichtliche Untersuchungen zur Entstehung des sogenannten „jüngeren“ Stammesherzogtums an der Wende vom neunten zum zehnten Jahrhundert. 1981 erfolgte seine Habilitation mit einer Studie über das Geschichtsbild Ottos von Freising. Von 1976 bis 1986 war er Wissenschaftlicher Assistent an der Ruhr-Universität Bochum. Von 1986 bis 1990 folgte eine Zeitprofessur an der Universität Bochum. Von 1990 bis 2012 lehrte er als Professor für mittelalterliche Geschichte am Historischen Seminar der Universität Hamburg. Zu seinen bedeutendsten akademischen Schülern gehört Steffen Patzold, Professor für mittelalterliche Geschichte an der Universität Tübingen. Sein Nachfolger als Professor für mittelalterliche Geschichte in Hamburg wurde zum Wintersemester 2013/14 Philippe Depreux.
Goetz ist seit dem 10. Oktober 1990 Vizepräsident und seit dem 20. Dezember 1995 Präsident der Gesellschaft „Medium Aevum Quotidianum“ in Krems an der Donau. Von 1993 bis 1997 war Goetz Beiratsmitglied im Mediävistenverband als Vertreter des Fachs Geschichte. Von 1997 bis 2001 war Goetz Vizepräsident und von März 2001 bis März 2007 Präsident des Mediävistenverbandes. Im akademischen Jahr 2012/13 hatte er die 23. Wolfgang-Stammler-Gastprofessur an der Universität Freiburg (Schweiz) inne. 2013 wurde er Mitglied der Academia Europaea.

## Werk
Mit seinen Arbeiten zur Vorstellungsgeschichte des Mittelalters hat Hans-Werner Goetz ein eigenes Forschungsfeld in der deutschsprachigen Mediävistik etabliert. Schon 1979 hat er diesem Forschungsansatz ein theoretisches Fundament verliehen. Seither hat die Vorstellungsgeschichte auch in Deutschland beständig an Bedeutung gewonnen, gehörte doch die Frage nach den Vorstellungen, Wahrnehmungen und Deutungen der mittelalterlichen Zeitgenossen (histoire des représentations [mentales] im Gefolge der Annales-Schule) seit langem zum selbstverständlichen Repertoire der internationalen Mediävistik. Goetz selbst hat die Erkenntnischancen dieser geschichtswissenschaftlichen Perspektive für zahlreiche Themen herausgearbeitet: Grundlegend sind seine Studien zum mittelalterlichen Geschichtsbewusstsein, zu den Vorstellungen von der politischen Ordnung und zur Ethnogenese; daneben hat er eine Vielzahl von Einzelthemen aus dem Blickwinkel der Vorstellungsgeschichte neu beleuchtet, nicht nur ‚klassische‘ Forschungsbereiche (wie den frühmittelalterlichen Adel, die Bauern oder das Königsideal), sondern immer wieder auch neue Felder, so etwa früh schon die Frauen- und Geschlechtergeschichte, die mittelalterliche Namengebung, oder die zeitgenössischen Vorstellungen von Lügen, Selbstdisziplin, Fremden und der Zeit.
Seine Forschung wie auch seine Arbeit als Präsident des Mediävistenverbandes sind zudem gleichermaßen durch interdisziplinäre Kooperation wie durch internationalen Austausch gekennzeichnet. Goetz hat führend an großen fächerübergreifenden und internationalen Forschungsprojekten mitgewirkt, unter anderem zur Transformation der römischen Welt, zur Staatlichkeit der mittelalterlichen Reiche, zu den Eliten des Frühmittelalters und zum Verhältnis von Namengebung und Gesellschaft im Frühmittelalter.
Goetz ist der Herausgeber der wissenschaftliche Reihe Orbis mediaevalis. Vorstellungswelten des Mittelalters beim Akademie-Verlag Berlin, zusammen mit Wilfried Hartmann, Peter Segl und Helmut G. Walther. Seit 1996 ist er als Vorstandsmitglied Mitherausgeber der Zeitschrift des Mediävistenverbandes Das Mittelalter und seit 1997 Herausgeber der zweisprachigen Quellenreihe Ausgewählte Quellen zur deutschen Geschichte (Freiherr-vom-Stein-Gedächtnisausgabe) der Wissenschaftlichen Buchgesellschaft Darmstadt, bis 2001 zusammen mit Franz-Josef Schmale.
Für den Zeitraum von 2009 bis 2012 arbeitete Goetz schwerpunktmäßig am Forschungsprojekt Die Wahrnehmung anderer Religionen im frühen und hohen Mittelalter (The Perception of other Religions) (ERC-Projekt „Advanced Grants“) mit. Er war hierfür von der akademischen Lehre bis zum Ende des Sommersemesters 2011 befreit und wurde von Alheydis Plassmann und Volker Scior vertreten.

## Schriften (Auswahl)
Aufsatzsammlung
- Hans-Werner Goetz: Vorstellungsgeschichte. Gesammelte Schriften zu Wahrnehmungen, Deutungen und Vorstellungen im Mittelalter. Herausgegeben von Anna Aurast, Simon Elling, Bele Freudenberg, Anja Lutz und Steffen Patzold. Verlag Dr. Dieter Winkler, Bochum 2007, ISBN 978-3-89911-087-6.

Monographien
- „Dux“ und „Ducatus“. Begriffs- und verfassungsgeschichtliche Untersuchungen zur Entstehung des sogenannten „jüngeren“ Stammesherzogtums an der Wende vom neunten zum zehnten Jahrhundert. Brockmeyer, Bochum 1977, ISBN 3-921543-66-5 (Zugleich: Bochum, Univ., Diss., 1976).
- Die Geschichtstheologie des Orosius (= Impulse der Forschung. Band 32). Wissenschaftliche Buchgesellschaft, Darmstadt 1980, ISBN 3-534-08325-3.
- Strukturen der spätkarolingischen Epoche im Spiegel der Vorstellungen eines zeitgenössischen Mönchs. Eine Interpretation der „Gesta Karoli“ Notkers von St. Gallen. Habelt, Bonn 1981, ISBN 3-7749-1778-7.
- Das Geschichtsbild Ottos von Freising. Ein Beitrag zur historischen Vorstellungswelt und zur Geschichte des 12. Jahrhunderts (= Archiv für Kulturgeschichte. Beiheft 19). Böhlau, Köln u. a. 1984, ISBN 3-412-05983-8 (Zugleich: Bochum, Univ., Habil.-Schr., 1981/82).
- Leben im Mittelalter. Vom 7. bis zum 13. Jahrhundert. Beck, München 1986; 7. Auflage ebenda 2002, ISBN 3-406-37970-2.
- Proseminar Geschichte. Mittelalter (= Uni-Taschenbücher 1719 Geschichte). Ulmer, Stuttgart 1993, ISBN 3-8252-1719-1 (3. überarbeitete Auflage. ebenda 2006).
- Frauen im frühen Mittelalter. Frauenbild und Frauenleben im Frankenreich. Böhlau, Köln u. a. 1995, ISBN 3-412-07795-X.
- zusammen mit Gerd Althoff und Ernst Schubert: Menschen im Schatten der Kathedrale. Neuigkeiten aus dem Mittelalter. Wissenschaftliche Buchgesellschaft, Darmstadt 1998, ISBN 3-534-14221-7.
- Geschichtsschreibung und Geschichtsbewußtsein im hohen Mittelalter (= Orbis mediaevalis. Band 1). Akademie-Verlag, Berlin 1999, ISBN 3-05-003221-9.
- Moderne Mediävistik. Stand und Perspektiven der Mittelalterforschung. Wissenschaftliche Buchgesellschaft, Darmstadt 1999, ISBN 3-534-14121-0.
- Europa im frühen Mittelalter. 500–1050 (= Handbuch der Geschichte Europas. Band 2 = UTB 2427 Geschichte). Ulmer, Stuttgart 2003, ISBN 3-8001-2790-3.
- Gott und die Welt. Religiöse Vorstellungen des frühen und hohen Mittelalters. Teil 1, Band 1: Das Gottesbild (= Orbis mediaevalis. Bd. 13,1). Akademie-Verlag, Berlin 2011, ISBN 978-3-05-005133-8.
- Gott und die Welt. Religiöse Vorstellungen des frühen und hohen Mittelalters. Teil 1, Band 2: II. Die materielle Schöpfung. Kosmos und Welt. III. Die Welt als Heilsgeschehen (= Orbis mediaevalis. Band 13,2), Akademie-Verlag, Berlin 2012, ISBN 978-3-05-005684-5.
- Die Wahrnehmung anderer Religionen und christlich-abendländisches Selbstverständnis im frühen und hohen Mittelalter. Akademie Verlag, Berlin 2013, ISBN 978-3-05-005937-2 (Band 1) und ISBN 978-3-05-005937-2 (Band 2).
- Gott und die Welt. Religiöse Vorstellungen des frühen und hohen Mittelalters. Teil I, Band 3: IV. Die Geschöpfe: Engel, Teufel, Menschen (= Orbis mediaevalis. Band 16). V&R Unipress, Göttingen 2016, ISBN 978-3-8471-0581-7.
- Die Chronik Reginos von Prüm. Geschichtsschreibung, Geschichtsbild, und Umgang mit Zeit und Vergangenheit im frühen Mittelalter (= Libelli Rhenani. Schriften der Erzbischöflichen Diözesan- und Dombibliothek zur rheinischen Kirchen- und Landesgeschichte sowie zur Buch- und Bibliotheksgeschichte. Band 82). Erzbischöfliche Diözesan- und Dombibliothek Köln mit Bibliothek St. Albertus Magnus, Köln u. a. 2022, ISBN 978-3-939160-92-2.

Herausgeberschaften und Editionen
- zusammen mit Dieter Berg: Historiographia mediaevalis. Studien zur Geschichtsschreibung und Quellenkunde des Mittelalters. Festschrift für Franz-Josef Schmale zum 65. Geburtstag. Wissenschaftliche Buchgesellschaft, Darmstadt 1988, ISBN 3-534-10255-X.
- zusammen mit Dieter Berg: Ecclesia et Regnum. Beiträge zur Geschichte von Kirche, Recht und Staat im Mittelalter. Festschrift für Franz-Josef Schmale zum 65. Geburtstag. Winkler, Bochum 1989, ISBN 3-924517-24-X.
- Weibliche Lebensgestaltung im frühen Mittelalter. Böhlau, Köln u. a. 1991, ISBN 3-412-08190-6.
- zusammen mit Karl-Wilhelm Welwei: Altes Germanien. Auszüge aus den antiken Quellen über die Germanen und ihre Beziehungen zum Römischen Reich. Quellen der alten Geschichte bis zum Jahre 238 n. Chr. (= Freiherr-vom-Stein-Gedächtnisausgabe. Ausgewählte Quellen zur deutschen Geschichte des Mittelalters. Band 1a). 2 Bände. Wissenschaftliche Buchgesellschaft, Darmstadt 1995, ISBN 3-534-05958-1.
- zusammen mit Jörg Jarnut und Walter Pohl, unter Mitarbeit von Sören Kaschke: Regna and Gentes. The Relationship between Late Antique and Early Medieval Peoples and Kingdoms in the Transformation of the Roman World (= The Transformation of the Roman World. Vol. 13). Brill, Leiden u. a. 2003, ISBN 90-04-12524-8.
- zusammen mit Jörg Jarnut: Mediävistik im 21. Jahrhundert. Stand und Perspektiven der internationalen und interdisziplinären Mittelalterforschung (= MittelalterStudien des Instituts zur Interdisziplinären Erforschung des Mittelalters und seines Nachwirkens. Band 1). Fink, München 2003, ISBN 3-7705-3888-9.
- unter Mitarbeit von Simon Elling: Konrad I. Auf dem Weg zum „Deutschen Reich“? Winkler, Bochum 2006, ISBN 3-89911-065-X.